# Kambala

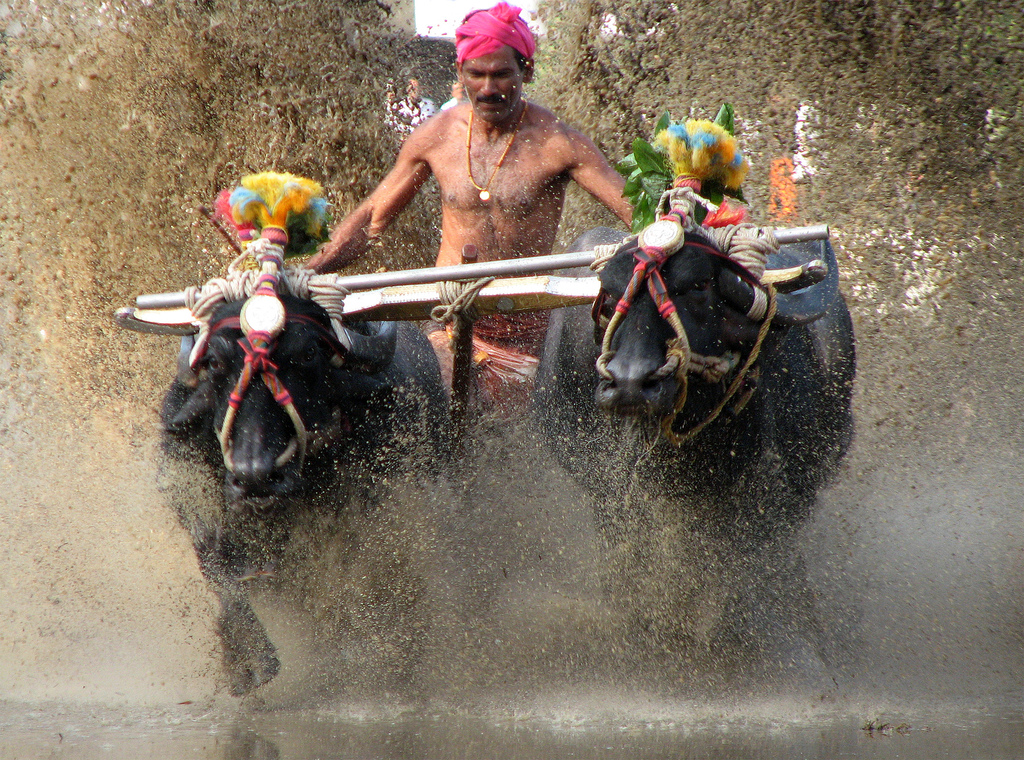
Gara di Kadri a Mangalore

Kambala (Tulu: Kambla, Kannada: ಕಂಬಳ Malayalam: കംബള) è un'annuale gara di bufali che si tiene nello stato sud-occidentale di Karnataka. Tradizionalmente è sponsorizzato dai locali signori Tuluva e dalle famiglie dei distretti costieri di Dakshina Kannada e Udupi di Karnataka e Kasaragod del Kerala.ì, una regione conosciuta collettivamente come Tulu Nadu.
La stagione di Kambala comincia di solito a novembre e dura fino a marzo. Le gare di Kambala attualmente sono organizzate con 18 associazioni di Kambala
Ogni anno si svolgono 45 gare nel Karnataka costiero tra cui anche i piccoli villaggi di Vandaru e Gulvadi.

## Tipi di Kambala
Di seguito i diversi tipi di Kambala tradizionali:
1. Pookere Kambala
2. Baare Kambla
3. Kori Kambala
4. Arasu Kambla
5. Devere Kambla[1]
6. Bale Kambala

- Kori Kambala
- Bale Kambla

## Programmazione
| Città/villaggio   | Taluk       | Data del Kambala  | Coppie (approssimativamente) | Immagine                                                        | Note                          |
| ----------------- | ----------- | ----------------- | ---------------------------- | --------------------------------------------------------------- | ----------------------------- |
| Kadri             | Mangalore   | Dicembre          |                              | Famed Kambala Race of Kadri, Mangalore                          | Competitive race / Much famed |
| Vandaru           | Kundapura   | Dicembre          | 300                          | Kambala, he-buffaloe race at Vandaru village, Udupi dist.,India | Gara non competitiva          |
| Pilikula          | Mangalore   | Dicembre/Gennaio  | 150                          | A Kambala Race at Pilikula Nisargadhama                         | Competitive race              |
| Choradi           | Kundapura   | Dicembre          | 150                          |                                                                 | Sport rurale non competitivo  |
| Gulvadi           | Kundapura   | Dicembre          | 200                          |                                                                 | Sport rurale non competitivo  |
| Baradi beedu      | Karkala     | Dicembre          |                              |                                                                 | Gara competitiva              |
| Venur Permuda     | Belthangadi | Dicembre          |                              |                                                                 |                               |
| Moodabidri        | Mangalore   | Dicembre          |                              |                                                                 | Gara competitiva              |
| Miyar             | Karkala     | Gennaio           |                              |                                                                 | Lava Kusa Jodukere Kambala.   |
| Katapadi beedu    | Udupi       | Gennaio           |                              |                                                                 | Gara competitiva              |
| Aikala Bava       | Mangalore   | Febbraio          |                              |                                                                 | Gara competitiva              |
| Adve, Nandikur    | Udupi       | Gennaio           |                              |                                                                 | Gara competitiva              |
| Pajir             | Bantwala    | Febbraio          |                              |                                                                 |                               |
| Yeedu             | Karkala     | Febbraio          |                              |                                                                 |                               |
| Puttur            | Puttur      | Marzo             |                              |                                                                 |                               |
| Jappina Mogaru    | Mangalore   | Marzo             | 150                          |                                                                 |                               |
| Uppinangadi       | Puttur      | Marzo             |                              |                                                                 |                               |
| Bangadi Kolli     | Belthangadi | Marzo             |                              |                                                                 |                               |
| Thalapady Panjala | Mangalore   | Marzo/Aprile      |                              |                                                                 |                               |
| Althar            | Udupi       | Marzo/Aprile      |                              |                                                                 |                               |
| Parika Aramane    | Udupi       | Novembre/Dicembre |                              |                                                                 |                               |
| Hokkadi goli      | Bantwala    | Dicembre          |                              |                                                                 |                               |
| Handadi           | Udupi       | Dicembre          |                              |                                                                 |                               |
| Vaddambettu       | Udupi       | Dicembre          |                              |                                                                 |                               |
| Ajri              | Udupi       | Dicembre          |                              |                                                                 |                               |
| Mulki seeme       | Mangalore   | Dicembre          |                              |                                                                 | Gara competitiva              |